# Yli-Harrilompolo
Yli-Harrilompolo är en sjö i Gällivare kommun i Lappland och ingår i Kalixälvens huvudavrinningsområde. Sjön har en area på 0,249 kvadratkilometer och ligger 418,3 meter över havet. Yli-Harrilompolo ligger i Lina fjällurskog Natura 2000-område. Sjön avvattnas av vattendraget Kutsasjoki.

## Delavrinningsområde
Yli-Harrilompolo ingår i det delavrinningsområde (747288-171966) som SMHI kallar för Inloppet i Ala-Harrilompolo. Medelhöjden är 507 meter över havet och ytan är 29,84 kvadratkilometer. Räknas de 2 avrinningsområdena uppströms in blir den ackumulerade arean 53,94 kvadratkilometer. Kutsasjoki som avvattnar avrinningsområdet har biflödesordning 3, vilket innebär att vattnet flödar genom totalt 3 vattendrag innan det når havet efter 225 kilometer. Avrinningsområdet består mestadels av skog (89 procent). Avrinningsområdet har 0,56 kvadratkilometer vattenytor vilket ger det en sjöprocent på 1,9 procent.